# チャールズ・アーヴィング・プロッサー
チャールズ・アーヴィング・プロッサー（Charles Irving Plosser、1948年9月19日 - ）は、アメリカ合衆国の経済学者で、専門はマクロ経済学である。
ジョン・B・ロング・ジュニアとのリアルビジネスサイクル理論の研究が知られる。
フィラデルフィア連邦準備銀行の現在の総裁（第10代、2006年8月1日 - ）である。
| スタブアイコン | サブスタブ | この項目は、まだ閲覧者の調べものの参照としては役立たない、人物に関連した書きかけの項目です。この項目を加筆・訂正などしてくださる協力者を求めています（P:人物伝/PJ:人物伝）。 |